# Casal Monastero
Casal Monastero è un'area urbana del Municipio Roma IV (ex Municipio Roma V) di Roma Capitale.
Si trova a nord-est della capitale all'esterno del Grande Raccordo Anulare, nell'angolo nord-est formato con la via Tiburtina.

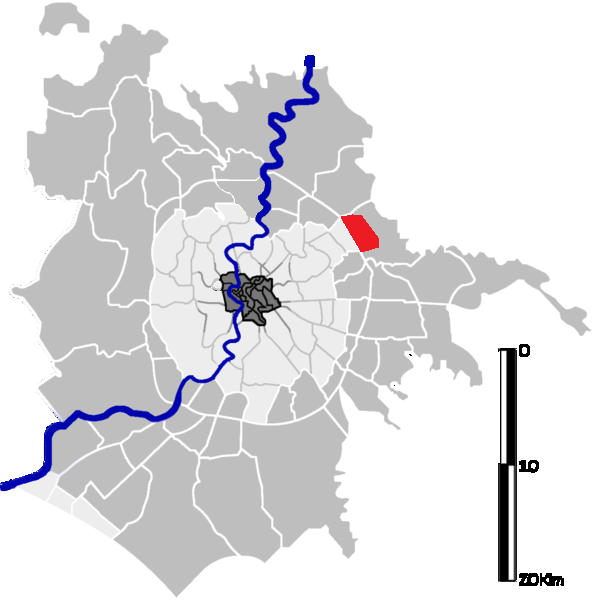

## Storia
La frazione nasce negli anni 1992-96 con il piano di zona D7, con la realizzazione di edifici residenziali.
Un precedente insediamento residenziale, composto principalmente da unità mono-bifamiliari, viene distinto dal nucleo della frazione identificandolo come Consorzio Casal Monastero.
Il nome proviene dall'omonimo Casale, il quale, a sua volta, lo ha preso dalla chiesa di Santa Maria in Monasterio presso San Pietro in Vincoli e proprietaria dei terreni.
Nell'area di Casal Monastero è presente il Casale di Pratolungo con annessa torre medioevale che prende il nome dall'omonimo affluente di destra del fiume Aniene, il fosso di Pratolungo.
La strada principale, via di Sant'Alessandro, scavalca il fosso con un piccolo ponte di epoca romana.
Nel 2012 vengono approvate variazioni con il PdZ D1 octies Casal Monastero per il IV municipio e nel 2013 viene adottata nel piano esecutivo del nucleo di edilizia ex abusiva da recuperare n. 5.02 a/b, costituito da due sub-comparti "a" (Prato Lungo) e "b" (Casal Monastero).

## Monumenti e luoghi d'interesse

### Architetture civili
- Casale di Pratolungo, su viale della Torre di Pratolungo. Casale medioevale. 41.943059°N 12.606802°E

Il casale è sito su di un colle di tufo presso via di Sant'Alessandro. Esso chiude su due lati una torre mozzata, con finestre, risalente al XIII secolo. La torre è coperta da una tettoia in tufelli regolari.
- Torre di Pratolungo, su viale della Torre di Pratolungo. Torre medioevale. 41.942699°N 12.606878°E
- Ponte di Pratolungo, ponte medioevale sul fosso di Pratolungo.[5] 41.93959°N 12.604077°E

### Architetture religiose
- Chiesa di Sant'Enrico, su viale Ratto delle Sabine. 41.945744°N 12.601212°E

Parrocchia eretta il 20 ottobre 1989 dal cardinale vicario Ugo Poletti.

### Siti archeologici
I siti di Casal Monastero Vecchio e Nuovo sono locati internamente al GRA, nel quartiere Q. XXX San Basilio.
- Santuario di Casal Monastero Nuovo. Una stipe votiva di un santuario rustico risalente ad un periodo situato tra la fine del IV e la metà del II secolo a.C. è stata trovata nel 1983.[6]
- Casal Monastero Vecchio. Il casale è in opera listata in tufo e laterizi sul lato ovest, in opera cementizia in tufo e materiale di riciclo sugli altri lati. L'edificio è costruito su un colombario in laterizio con abside terminale e nicchie laterali. Il casale appartenne alla chiesa di Santa Maria in Monasterio. Del casale rimangono una torre quadrata con degli speroni angolari ed alcune strutture edificate su dei ruderi di una villa romana.[7] A sud est si trovano degli altri ruderi in opera listata sempre in tufo e laterizio eretti su una precedente struttura ipogea con volta a crociera.[8]

## Odonimia
Con la via principale dedicata a Sant'Alessandro e la omonima via di Casal Monastero, le strade della frazione sono dedicate a località (antiche città e odierni comuni) e personaggi della Sabina, regione storica dell'Italia centrale. Vi sono poi alcuni toponimi di zona (Fondi di Monastero, Grotte di Torre Rigata, Torre di Pratolungo e Torre Rigata).